# 活活大樓

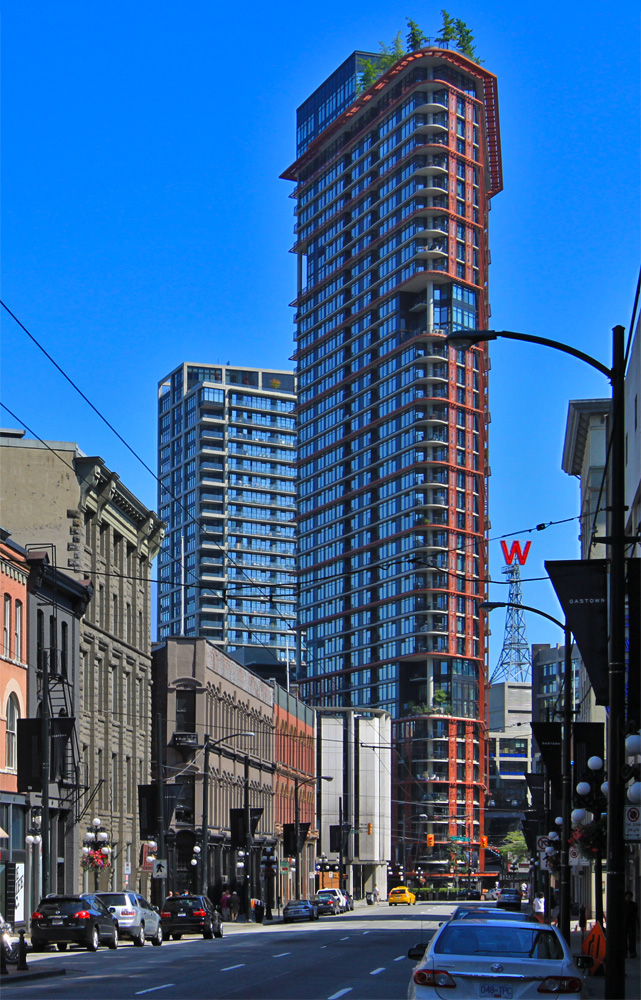
重建後的活活大樓，又稱W43大樓

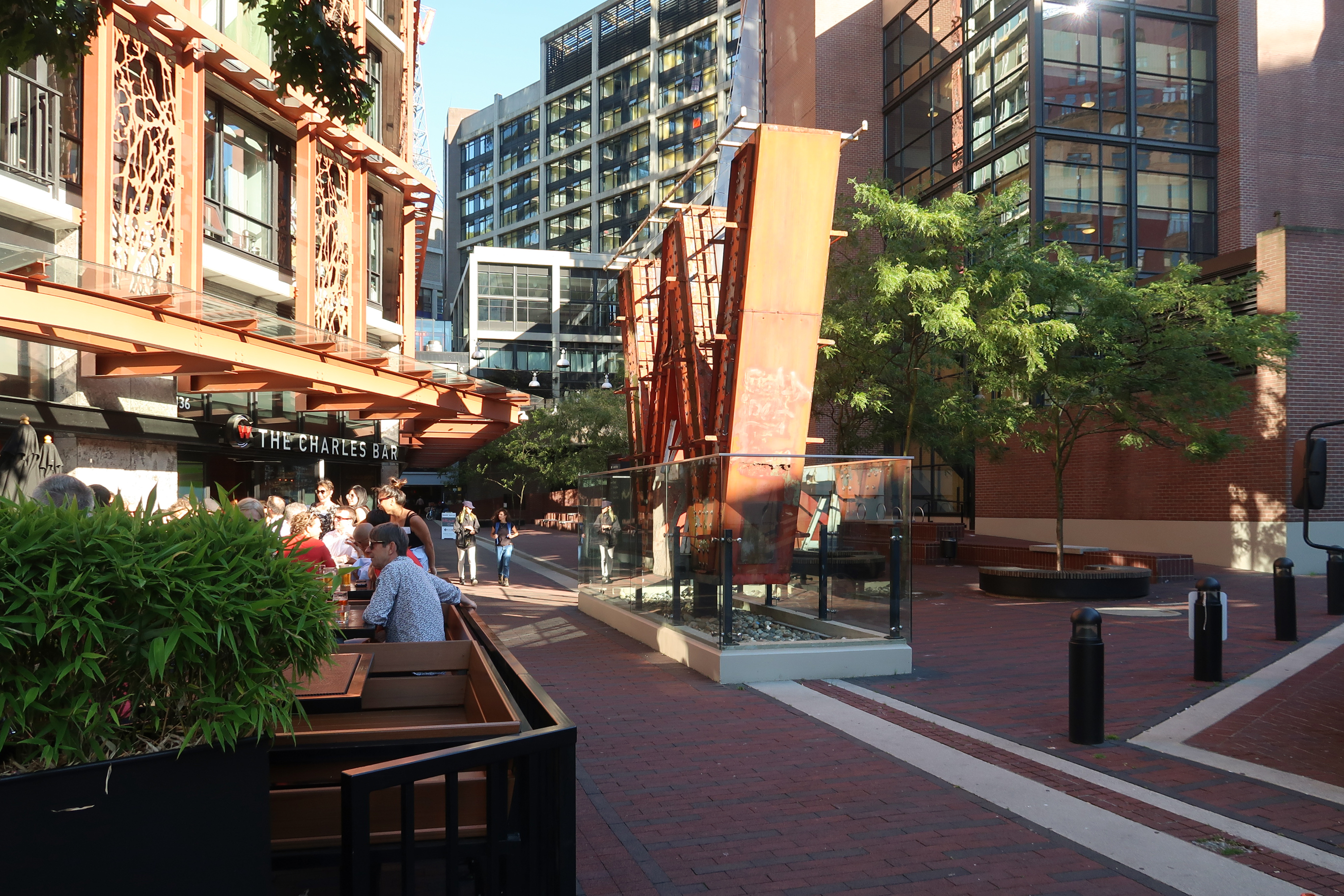
大樓地下廣場

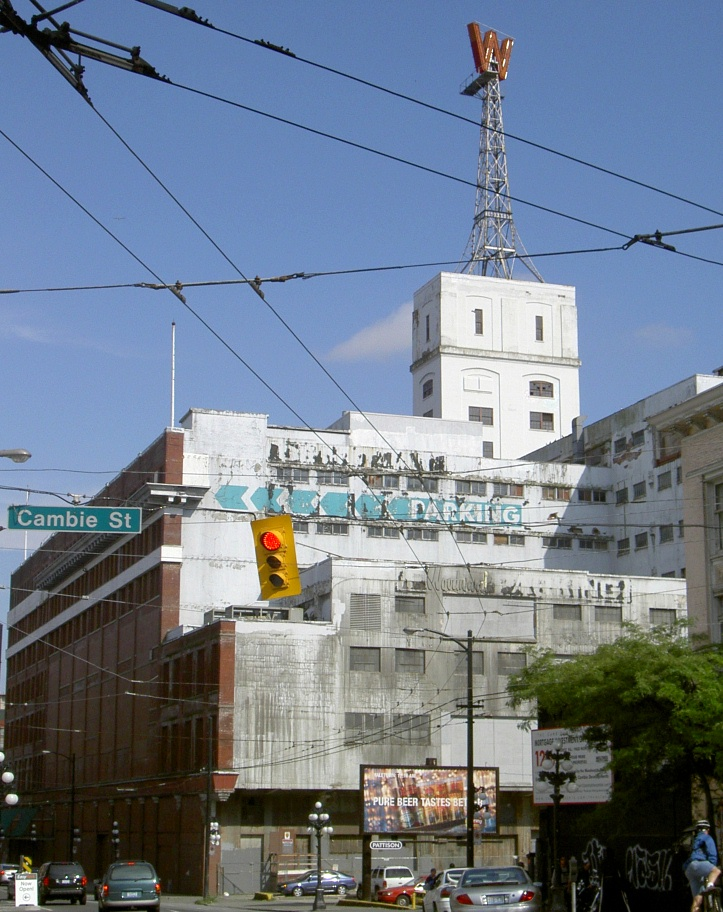
拆卸重建前的活活大樓；屋頂上的W字樣曾是溫哥華市的地標之一

活活大樓位於加拿大卑詩省溫哥華市中心東端，1903年至1993年間曾是活活百貨公司所在。活活百貨結業後大樓丟空多年，到2000年代中後期則改建成一座多用途建築，包括市值和非市值住宅單位、零售店鋪、非牟利機構專用空間、以及西門菲莎大學的當代藝術學院校址。

## 歷史
活活百貨公司創辦人查理斯·活活（Charles Woodward）於1892年在溫哥華哈理斯街（現佐治東街）和西敏大道（現緬街）的交界處開設活活雜貨店。1902年，活活聯同六名合夥人成立活活百貨有限公司，並於1903年在煤氣鎮喜士定街夾亞拔街開設分店，即活活大樓。隨著活活及其合夥人的關係轉差，他決定放售哈理斯街夾西敏大道的總店套現，並利用該筆資金回購眾合夥人所持有的公司股份，令他成為公司的唯一股東。喜士定街門市隨之成為活活百貨的旗艦店，到1925年已佔據整個街段，1927年再加建至七層高。活活百貨並於大樓頂部設置一座25米（75英尺）高，仿照巴黎艾菲爾鐵塔設計的塔樓，並在塔樓頂部加置一盞強力探照燈。第二次世界大戰期間聯邦政府下令公司拆除探照燈，而公司則於1944年在探照燈原位設置一個高16英尺，重3噸的W字樣，該裝設自此成為溫哥華市的地標之一。
活活百貨在1950年代至1970年代間急速擴張以致過度舉債，而1980年代初北美經濟步入衰退，令零售市道大受打擊，各種因素令公司財務惡化。此外，從活活大樓一帶通往二埠的電車線和通往北溫哥華市的渡輪於1950年代末相繼停駛，加上溫哥華中央圖書館和伊頓百貨溫哥華總店等零售和公共設施陸續向西往布勒街和固蘭湖街遷移，令喜士定街購物區風光不再。該帶到1980年代更淪為癮君子和妓女流連之地，令活活大樓旗艦店的生意大受影響。公司最終在1992年申請破產，而活活大樓旗艦店則於1993年1月15日正式結業，此後市中心東端的狀況更雪上加霜。
活活百貨的大部分資產轉售予哈德遜灣公司，但該公司沒有購入活活大樓。法瑪控股公司（Fama Holdings）於1995年購入大樓，打算將之改建成市值住宅大廈，但此建議卻招來區内爭取增建可負擔房屋的人士所反對。2001年卑詩省政府斥資2200萬元從該公司購入活活大樓，期間大樓一直丟空。2002年秋季，一班社區運動活躍分子佔據大樓一星期以向省政府爭取興建可負擔房屋，佔屋人士被警察逐離大樓後則改為在大樓外圍街道的行人路宿營三個月。此舉被視為各界後來合力重建活活大樓成一座多用途建築的催化劑。
溫哥華市政府於2003年斥資500萬元從省政府購入大樓。重建項目中大樓最早於1903年至1908年落成的部分獲得保留，其餘在往後年間加建的部分則於2006年以爆破形式拆卸。項目大致於2009年完成，而仿照舊大樓上W字樣製造的新W字樣則於2010年1月置於新大樓，而原有的W字樣則放置於大樓地面的公共庭廊。

## 外部連結
- （英文）The Woodward's Steel Tower, Vancouver: Damage Survey and Demolitions, July 7 and 15, 2006 （页面存档备份，存于）－溫哥華市政府檔案庫網頁 2006年活活大樓損毀情況及爆破拆卸過程錄像